# Michael Disterheft
Michael Disterheft (russ. Михаил Васильевич (Вильгельмович) Дистергефт, nach deutscher Translation Michail Wassiljewitsch (Wilhelmowitsch) Disterheft; * 26. April 1921 in Sawelowo, Gouvernement Twer, Sowjetrussland; † 24. August 2005 in Oranienburg) war ein russlanddeutscher Maler und Grafiker.

## Leben
Die Familie Disterheft war ursprünglich aus Deutschland eingewandert. Im Jahre 1937 kam es im Zuge der stalinistischen Säuberung zur Zwangsumsiedlung und Ermordung von Michaels Vaters Wilhelm, einem Fabrikarbeiter. Der Sohn konnte noch von 1939 bis 1940 am Unterricht im Leningrader Haus für Kunsterziehung der Kinder teilnehmen, wonach er ein Jahr darauf in die Rote Armee einberufen wurde. Es kam zunächst zu einem Einsatz in der Stadt Gorki (heute Nischni Nowgorod), anschließend zur Versetzung in den Ural. Durch den Deutsch-Sowjetischen Krieg gerieten die Sowjetbürger deutscher Herkunft immer verheerender ins Visier der Diktatur, sodass auch Disterheft in ein Zwangsarbeitslager, den sogenannten Bogoslow-Lag bei Karpinsk, deportiert wurde.
Von 1951 bis 1953 machte er eine Ausbildung zum Kunst-Pädagogen an der Kunst-Pädagogischen Abteilung der Kunstgewerbeschule in Nischni Tagil. Zusätzlich unterrichtete Michael Disterheft von 1952 bis 1962 in derselben russischen Stadt im Kulturhaus des Maschinenbaukombinats. Obwohl zur Stalinära als deutscher Volksfeind gebrandmarkt, überreichte man ihm den Orden des Vaterländischen Krieges (2. Ranges). Ab dem Jahre 1967 war er Mitglied des sowjetischen Künstlerverbandes (russ. Союз художников (СХ СССР)). Disterheft wandte sich ab den 1980er Jahren verstärkt dem Thema Deportation der Russlanddeutschen zu. Nach dem Zerfall der Sowjetunion erlangte der Künstler im Jahre 2000 die Aufnahme in das Welt-Künstler-Lexikon (Deutschland). Vier Jahre später folgte seine Auswanderung in die Bundesrepublik.
Die Werke von Michael Disterheft sind u. a. ausgestellt im Museum für Bildende Kunst von Nischni Tagil wie auch im Sacharow-Zentrum.